# Мейфілд-Гайтс (Огайо)
Мейфілд-Гайтс (англ. Mayfield Heights) — місто (англ. city) в США, в окрузі Каягога штату Огайо. Населення — 20 351 особа (2020).

## Географія
Мейфілд-Гайтс розташований за координатами 41°31′2″ пн. ш. 81°27′14″ зх. д. / 41.51722° пн. ш. 81.45389° зх. д. (41.517312, -81.453889).  За даними Бюро перепису населення США в 2010 році місто мало площу 10,82 км², з яких 10,80 км² — суходіл та 0,02 км² — водойми.

## Демографія
Згідно з переписом 2010 року, у місті мешкало 19 155 осіб у 9662 домогосподарствах у складі 4884 родин. Густота населення становила 1770 осіб/км².  Було 10538 помешкань (974/км²).
Расовий склад населення:
| - 80,4 % — білих - 10,3 % — чорних або афроамериканців - 7,0 % — азіатів - 0,1 % — корінних американців |

До двох чи більше рас належало 1,7 %. Частка іспаномовних становила 2,0 % від усіх жителів.
За віковим діапазоном населення розподілялося таким чином: 17,6 % — особи молодші 18 років, 58,6 % — особи у віці 18—64 років, 23,8 % — особи у віці 65 років та старші. Медіана віку мешканця становила 42,9 року. На 100 осіб жіночої статі у місті припадало 82,7 чоловіків;  на 100 жінок у віці від 18 років та старших — 79,3 чоловіків також старших 18 років.
Середній дохід на одне домашнє господарство  становив 57 190 доларів США (медіана — 45 071), а середній дохід на одну сім'ю — 73 836 доларів (медіана — 61 480). Медіана доходів становила 52 006 доларів для чоловіків та 40 881 долар для жінок. За межею бідності перебувало 9,0 % осіб, у тому числі 11,5 % дітей у віці до 18 років та 14,4 % осіб у віці 65 років та старших.
Цивільне працевлаштоване населення становило 9244 особи. Основні галузі зайнятості: освіта, охорона здоров'я та соціальна допомога — 29,4 %, фінанси, страхування та нерухомість — 12,4 %, виробництво — 11,0 %, роздрібна торгівля — 10,0 %.